# 利馬尼夫卡 (扎波羅熱州)
47°22′40″N 35°23′16″E / 47.37778°N 35.38778°E
利馬尼夫卡（烏克蘭語：Лиманівка）是位於烏克蘭東南部的村莊，由扎波羅熱州瓦西里夫卡區的羅茲多爾市鎮負責管轄。該村始建於1921年，面積0.58平方公里，海拔高度90米，2001年人口106，人口密度每平方公里182.8人。